# Aporobopyroides upogebiae
Aporobopyroides upogebiae är en kräftdjursart som beskrevs av Giuseppe Nobili 1906. Aporobopyroides upogebiae ingår i släktet Aporobopyroides och familjen Bopyridae. Inga underarter finns listade i Catalogue of Life.